# 阿爾戈英雄

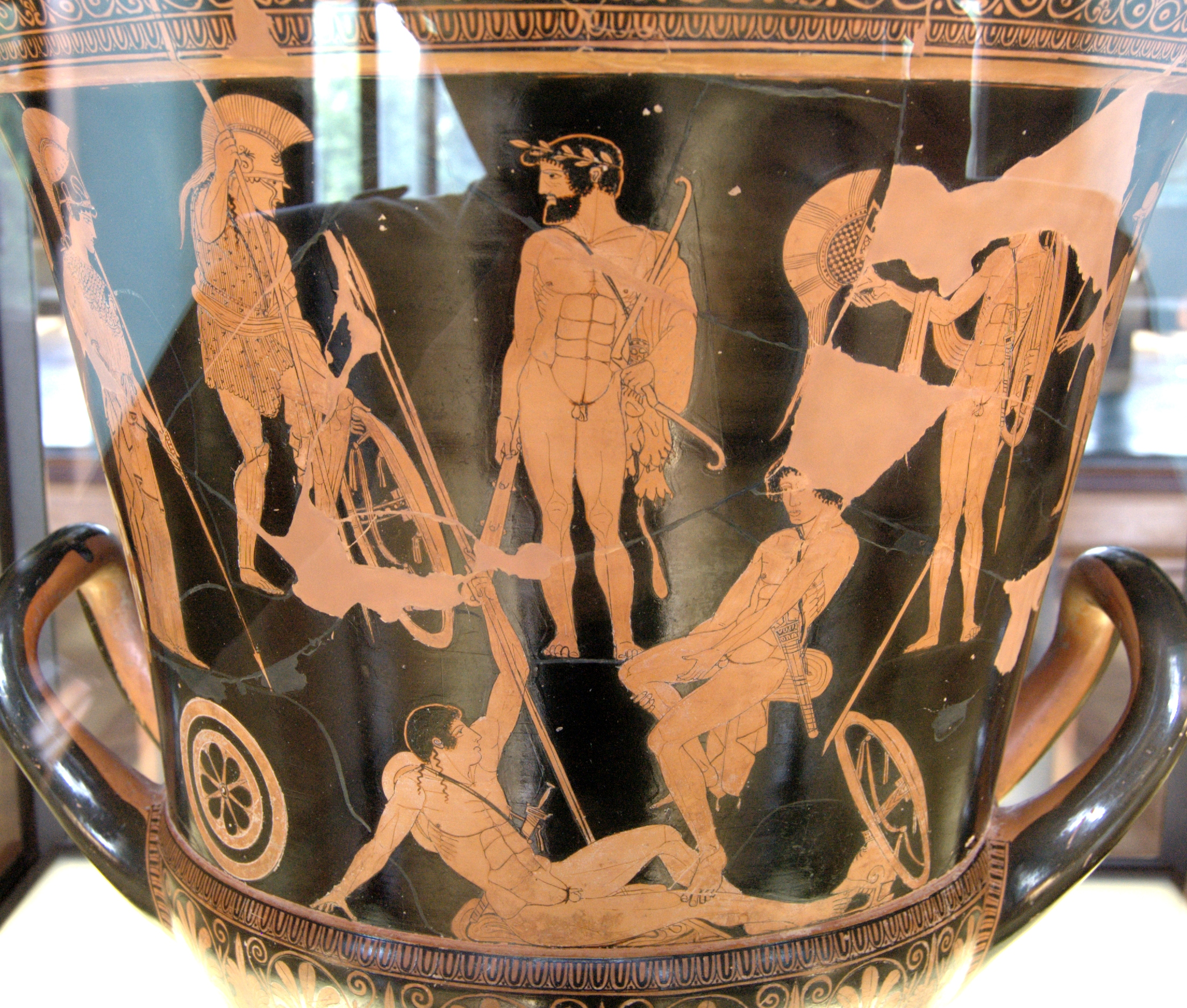
阿爾戈英雄之召集，羅浮宮 (G341)

阿爾戈英雄（希臘語：Αργοναύται）是一夥希腊神话曾提及、在特洛伊戰爭之前出現的英雄。他們伴隨伊阿宋乘阿爾戈號到科爾喀斯（今天的格魯吉亞）去尋找金羊毛。而阿爾戈英雄字面意思即阿爾戈號的船員。有時他們也被稱為米尼安人（希臘語：Μινύες），即該地區的史前部落。

## 神話詳情

### 伊阿宋和珀利阿斯

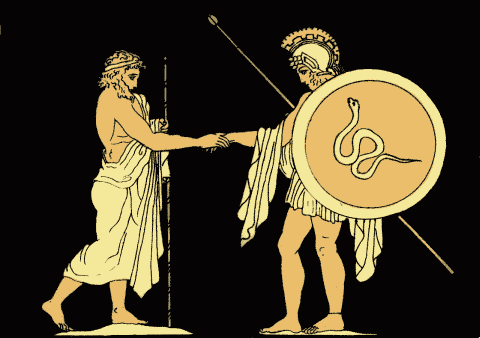
伊阿宋和珀利阿斯

愛俄尔卡斯（Ιωλκός）王國位於色薩利（Θεσσαλία）即現今的沃洛斯（Βόλος）是由克瑞透斯（Κρηθέας）国王所建立。克瑞透斯死後，王位原本是傳給兒子埃宋（Αίσονας），但被埃宋同母異父的兄弟──珀利阿斯（Πελίας）所篡奪。為了斬草除根，珀利阿斯處死所有他可找到的埃宋後裔，卻因埃宋母親堤洛（Τυρώ）苦苦哀求下，沒有殺害埃宋，只是把他囚禁起來，並迫他放棄他的繼承權。
之後，埃宋與阿凱美迪結緍，生了一個男嬰，名為伊阿宋（Ιάσονας）。為免嬰兒被珀利阿斯殺害，阿凱美迪找了一群婦女聚在男嬰周圍大哭，裝作他生下來已死了。她還偽裝埋葬了嬰兒，然後靜靜把他送到珀利翁山（Πήλιο），托孤給半人馬喀戎（Χείρων）扶養長大。珀利阿斯始終害怕有一天會被推翻，而神谕則要他提防一個只穿一隻帶子鞋的人。
當伊阿宋20歲時，他動身回去愛俄尔卡斯，準備討回屬於他的王位。根據神使的指示，伊阿宋装扮成馬格尼西亞人，披著豹子皮毛，並且帶了二支矛上路。在途中伊阿宋經過阿納烏洛斯河，他遇到一老婦乞求幫她渡河。原來，那老婦就是眾神之母赫拉（Ήρα）所喬裝，她也想懲罰珀利阿斯因他之前在她的神殿謀殺他自己的繼祖母。伊阿宋背著赫拉穿过泥濘的河時，丟失了一隻帶子鞋，渡河後赫拉答應庇佑及幫助他奪回王位。
伊阿宋到達愛俄尔卡斯後，珀利阿斯從人群中看到只穿一隻鞋的伊阿宋，便想起之前的神諭，內心焦慮和恐懼起來，盤算著如何除掉伊阿宋。
其後，伊阿宋當面向珀利阿斯討回國王的權杖及王位，珀利阿斯詐稱佛里克索斯（Φρίξος）的靈魂在托夢要求，從科爾喀斯（Κολχίς）的國王埃厄忒斯（Αιήτης）那裡取回他的遺骸及金羊毛（Χρυσόμαλλον Δέρας）。珀利阿斯當著宙斯（Ζεύς）前發誓，若伊阿宋能完成任務歸來，他便會交還王位，卻深信此行凶險非常，伊阿宋定必喪命。伊阿宋不知道珀利阿斯的真正意圖，爽快的答應。

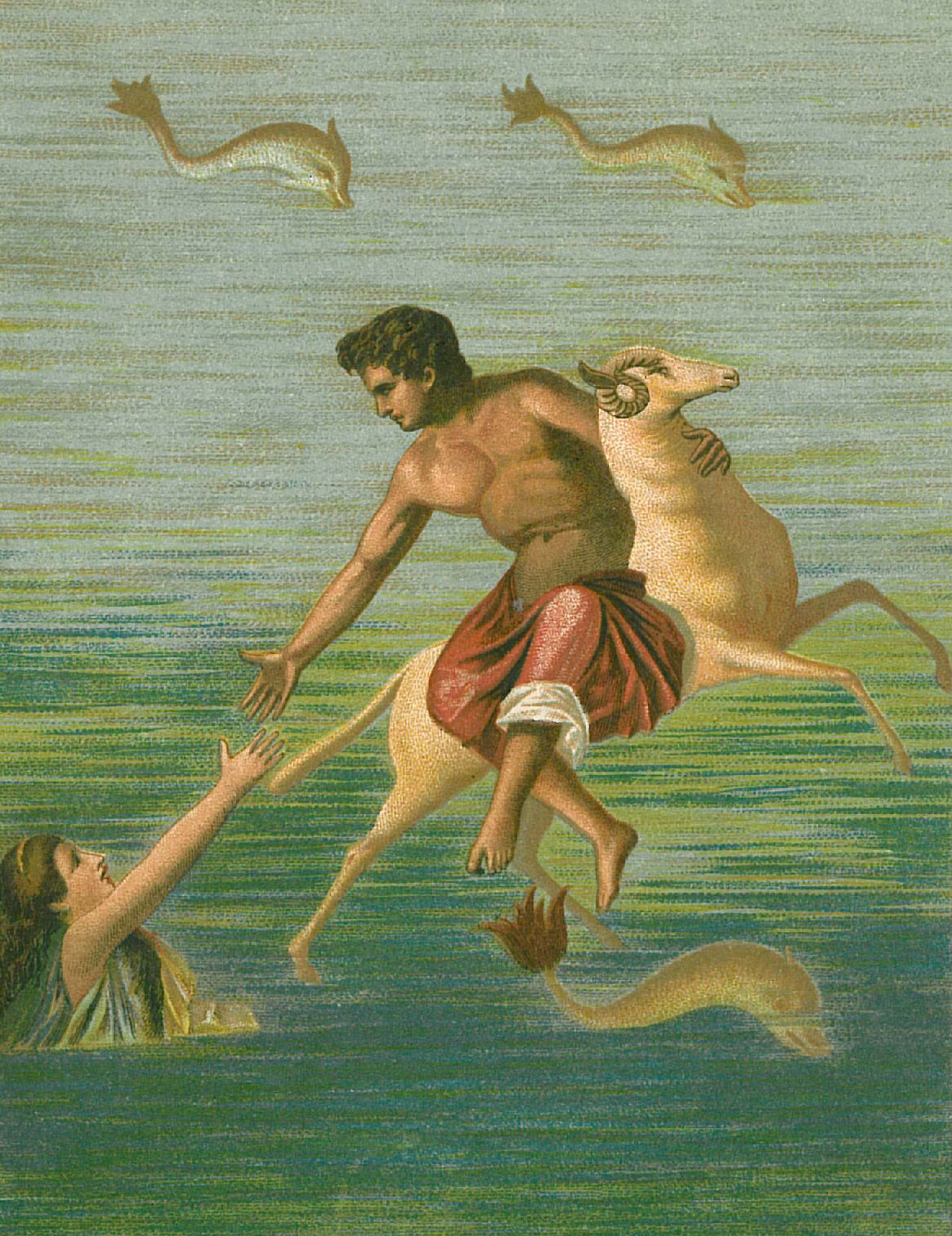
赫勒从金公羊跌落海中

### 金羊毛的來歷
維奧蒂亞國的（Βοιωτία）國王阿塔瑪斯（Αθάμας）最初娶雲之女神涅斐勒（Νεφέλη）為妻生下一女兒赫勒（Έλλη）及一兒子佛里克索斯。 可是阿塔瑪斯後來迷戀伊諾（Ινώ）並與她結婚，還將涅斐勒逐出王宮，由於伊諾很厭惡佛里克索斯與赫勒甚至在自己的孩子出生後就迫害他們，她在維奧蒂亞國引發饑荒並偽造德爾菲神諭謊稱只有以佛里克索斯獻祭才能結束饑荒。所幸涅斐勒在宙斯的使神兼亡靈的接引神赫耳墨斯（Ερμής）的幫助下派遣身上生有雙翼，其羊皮是純金的金色公羊克律索马罗斯載著她的子女逃離維奧蒂亞國。 金色公羊背着兩個孩子向東飛，當飛到歐亞之間的海峽時，赫勒沒有抓穩羊背不慎跌落入海中，而佛里克索斯則最後抵達科爾喀斯得到科爾喀斯國的國王埃厄忒斯的接待，迎娶埃厄忒斯的女兒契俄柏（Χαλκιόπη）。 佛里克索斯將金公羊祭獻給宙斯，然後把它的金羊毛送給國王埃厄忒斯。國王把金羊毛掛在戰神阿瑞斯（Άρης）聖林裡的橡樹上，由一頭名叫科爾喀斯凶龍的火龍來看守羊毛。

### 阿爾戈號

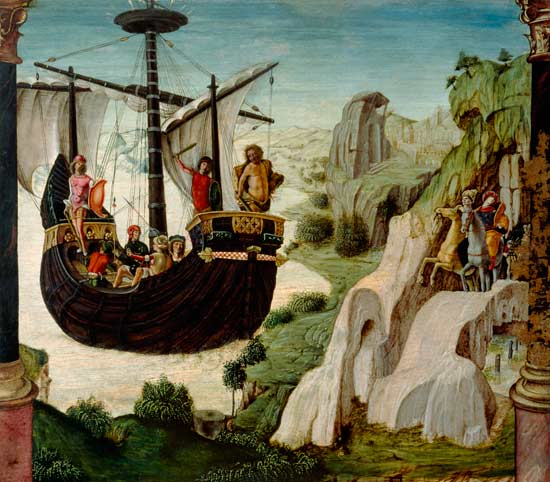
阿爾戈號，由洛倫索·科斯塔所畫。

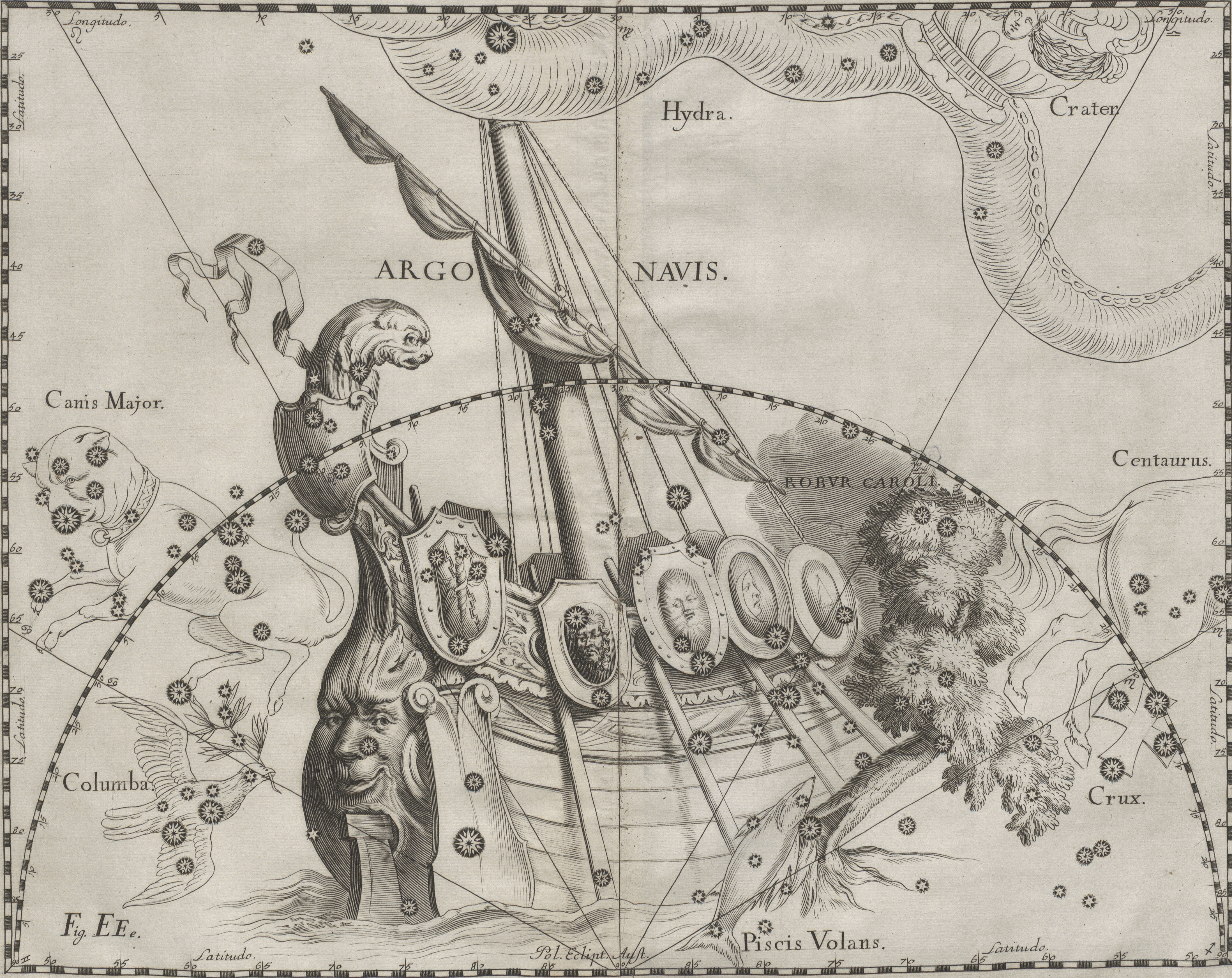
南船座，由約翰·赫維留所畫

阿爾戈號（Αργώ）是以它的建造者阿爾戈斯所命名，是當時希臘最大的船。根據雅典娜的指示及幫助，此船用了浸在水中不爛的堅木所建；船上有五十把船漿，船首安裝了一塊由可說話的多多那（Δωδώνη）聖樹所削下的木板，能預言未來。雖然船上裝了很多美麗的花紋板，不過船身十分輕，大船建造好後，阿爾戈英雄們能輕易把它扛在肩膀上抬走。  完成旅途以後，伊阿宋在科林斯地峽把阿爾戈號奉獻給海神波塞冬（Ποσειδών），之後它被轉化成天空上的南船座星座
。

### 阿爾戈英雄名單
| 1. 阿卡斯托斯 2. 阿德墨托斯 3. 埃塔利得斯 4. 安菲達瑪斯 5. 安菲翁 6. 安開俄斯 7. 安開俄斯（另一位） 8. 阿爾戈斯 9. 阿利俄斯 10. 阿斯忒里翁 (阿耳戈船英雄) 11. 阿斯忒里俄斯 12. 奧革阿斯 13. 波忒斯 14. 卡拉伊斯 15. 卡尼托斯 16. 卡斯托耳 17. 刻甫斯 18. 克呂提俄斯 19. 科羅諾斯 20. 厄喀翁 | 1. 厄耳癸諾斯 2. 厄里玻忒斯 3. 歐斐摩斯 4. 歐律達瑪斯 5. 歐律提翁 6. 歐律托斯 7. 赫拉克勒斯 8. 許拉斯 9. 伊達斯 10. 伊德蒙 11. 伊克力斯 12. 伊克力斯（另一位） 13. 伊菲托斯 14. 伊菲托斯（另一位） 15. 伊阿宋 16. 拉奧孔 17. 勒俄多科斯 18. 林叩斯 19. 墨勒阿革洛斯 20. 墨諾提俄斯 | 1. 摩普索斯 2. 瑙普利俄斯 3. 俄琉斯 4. 俄耳甫斯 5. 帕萊蒙 6. 珀琉斯 7. 珀里克呂墨諾斯 8. 法勒洛斯 9. 佛利阿斯 10. 波呂丟刻斯 11. 波呂斐摩斯 12. 塔拉俄斯 13. 忒拉蒙 14. 提費斯 15. 策忒斯 |

### 尋找金羊毛的征途

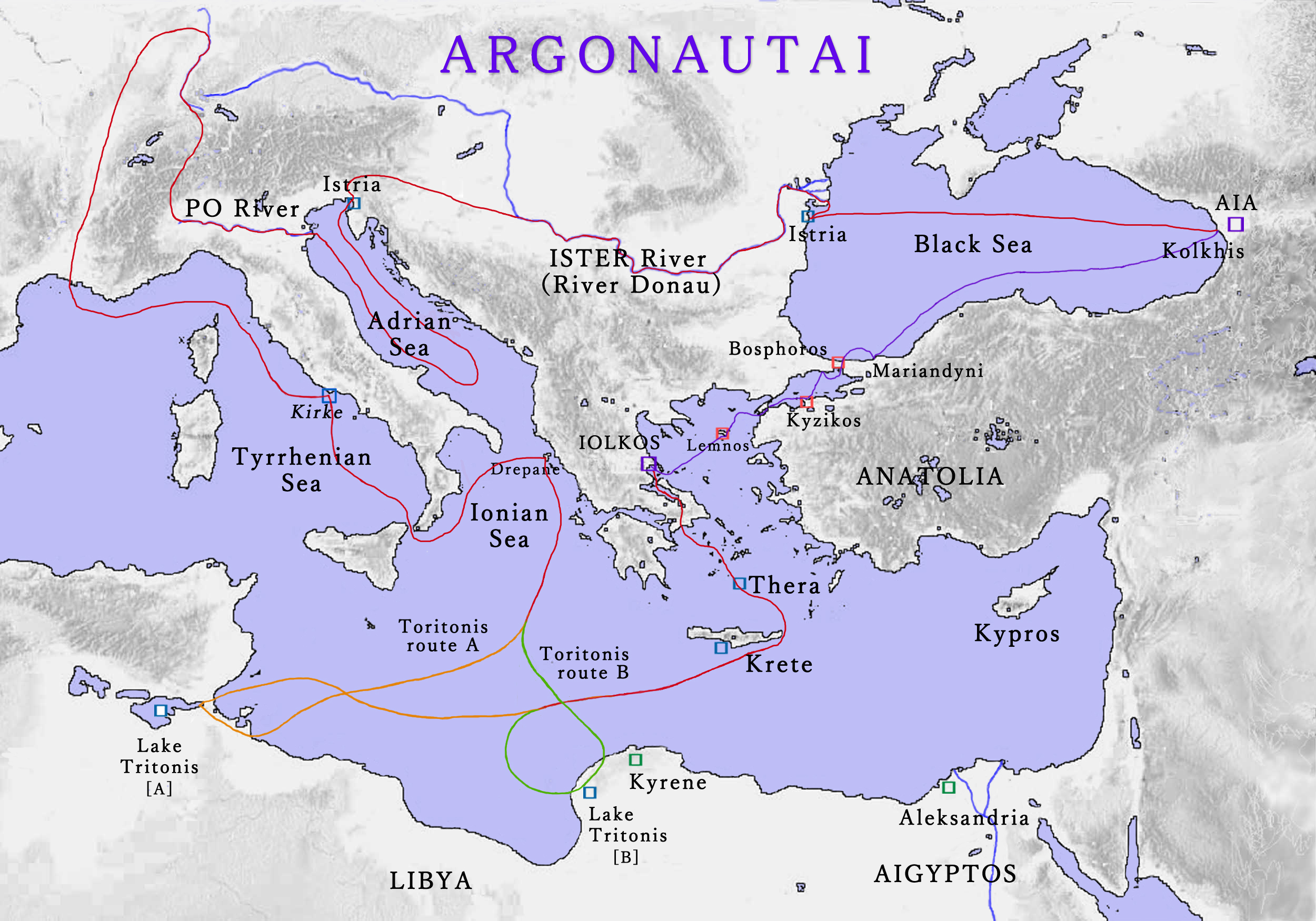
阿爾戈英雄旅程路線圖

#### 利姆諾斯岛之婦女

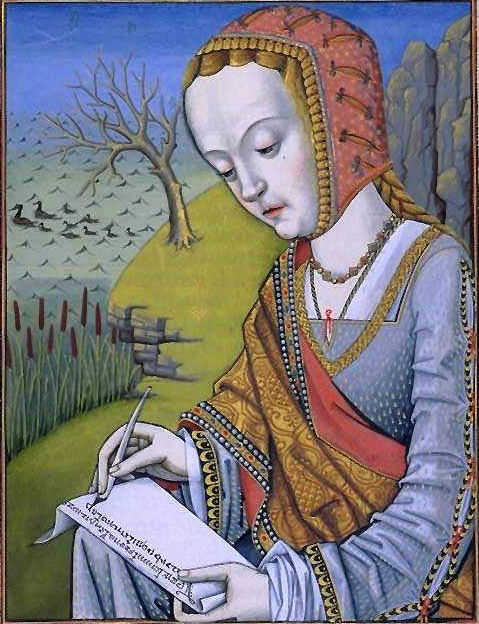
許珀茜伯勒

阿爾戈英雄首先到了利姆諾斯岛，它是位於小亞細亞的西岸附近（現今的土耳其）。由於此處的婦女不敬拜愛與美之女神阿佛羅狄忒，女神懲罰她們，使她們惡臭難耐。他們的丈夫都遠離她們，到對岸大陸的色雷斯（Thracian）找女人。被摒棄的婦女，惱怒之下，把全岛的男人都殺害。只有國王托阿斯被他女兒許珀茜柏勒所救，得以倖存，而許珀茜伯勒則作為她們的女王。
當阿爾戈號來到，婦女本想把阿爾戈英雄們隔離在城墻外，以免蠢事外傳。不過經過一番討論後，她們都贊成迎接英雄們入城。英雄們在城中受到熱情的款待，與婦女們樂作一團。而他們所生下的下一代也被稱為米尼安人。伊阿宋也與許珀茜柏勒生下一對孿生兒子。英雄們胡混期間，赫拉克勒斯一直留在船上，經過多天的耽誤，他終於按捺不住，迫使同伴離開利姆諾斯岛，從新踏上征途。

#### 與杜利奧納人不幸的誤會
之後，阿爾戈英雄來到弗里吉亚海岸旁的一個小岛（即現今的馬摩拉海附近），岛上住著杜利奧納人，國王库梓科斯友好地款待阿爾戈英雄，因為曾有預言指示國王千萬不可與阿爾戈英雄戰鬥。他們在岛上逗留期間，住在鄰地長有六臂的巨人來襲，當時看守著阿爾戈號的赫拉克勒斯與其他英雄把巨人們打得落花流水。
胜利後，阿爾戈號起航駛入大海。入夜後，風向逆轉，把船吹回杜利奧納人的小岛，杜利奧納人以為有敵人到來，雙方還未看對方是誰便廝殺起來。混戰中，伊阿宋殺死國王基奇科斯，杜利奧納人大敗。到第二天黎明時，他們才發現是一場不幸的誤會。阿爾戈英雄與杜利奧納人哀悼國王三天，王后也因為憂傷悲痛而了結自己的性命。

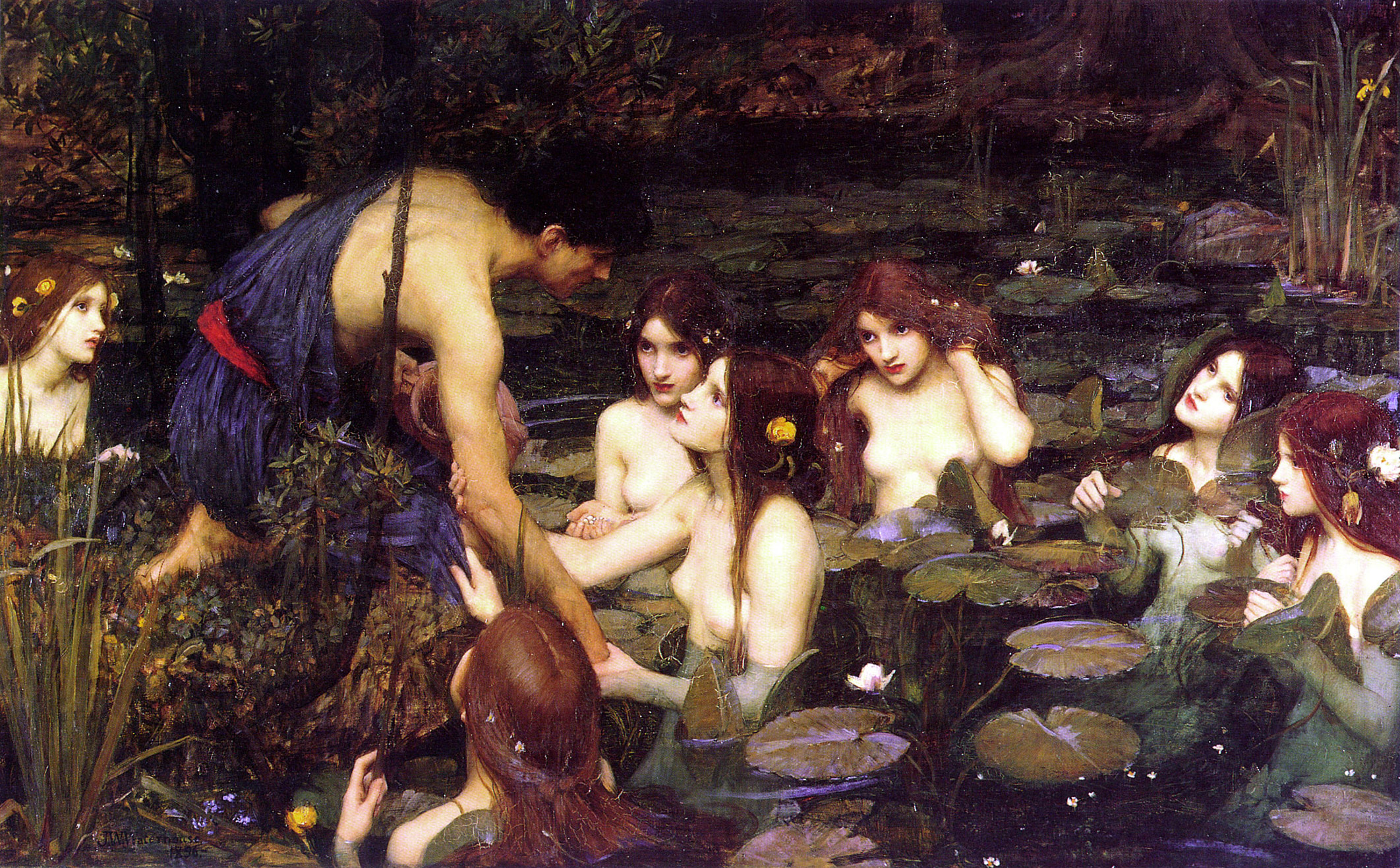
許拉斯與寧芙，由約翰·威廉姆·沃特豪斯所畫

#### 赫拉克勒斯留下找尋許拉斯
他們繼續航行，來到密细亚人的地方。下船後，赫拉克勒斯的僕人許拉斯去取水時，河邊的寧芙（女仙）被他英俊優美的外貌吸引著，於是把他拉入河中擄走了他。
附近的波呂斐摩斯 （Polyphemus，並非同名的獨眼巨人）聽到呼救聲，告知赫拉克勒斯。正當二人尋找許拉斯時，阿爾戈號便起航，留下了他們。赫拉克勒斯之後返回船上，而波呂斐摩斯則留在密西埃建立了喀俄斯城，並成了那裡的國王。也有其他說法指出，赫拉克勒斯最終沒有返回阿爾戈號，而是步行往科爾喀斯，途中再遇到另一番不同的經歷。   

#### 與國王阿密科斯對戰拳賽
阿爾戈號之後來到俾斯尼亞人的王國。其國王阿密科斯是海神波塞冬與比提尼亞的寧芙所生之子。誰來到他的王國都被強迫與他進行拳賽，輸了的都被他殺掉。當阿爾戈英雄上岸時，國王向他們發出戰書，叫他們挑選一人出來對陣應戰。波呂丟刻斯挺身迎戰，經過一輪惡鬥，波呂丟刻斯一記重拳落在國王的耳根上，奪去他性命。
之後，他們航行到普羅龐戚斯的岛嶼，那處的國王呂科斯一向受到阿密科斯的攻擊，因此十分感激阿爾戈英雄把他剷除了。在那裡逗留期間，他們出外收集稻草，阿波羅之子伊德蒙因被野猪所傷而喪命。

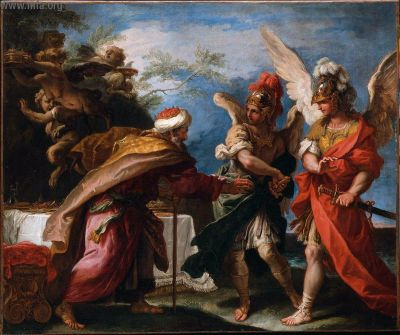
菲紐斯與波瑞阿斯，由塞巴斯蒂亞諾·里奇所畫

#### 菲紐斯與哈爾庇亦恩神鳥
很快伊阿宋到達了撒爾米德索斯，那裡是色雷斯國國王菲紐斯居住的地方。菲紐斯是阿革諾耳的兒子，擁有阿波羅所傳授的預言能力。由於他多次洩露天機，激怒了宙斯，於是宙斯使他雙目失明，並派哈耳庇厄神鳥來懲罰他。每當有飯菜放在菲紐斯面前，神鳥都會立刻飛來把食物搶走或糟蹋。
阿爾戈英雄十分同情菲紐斯，他們擺了一桌子豐富食物，神鳥到來時，有翅膀的卡拉伊斯（Calais）及仄忒斯（Zetes）——又稱玻瑞阿代兄弟——拔劍飛去追逐神鳥，把它們趕走，使菲紐斯不再受懲罰。為報答他們，菲紐斯幫他們占卜未來，揭示了通過撞擊的岩石的方法及去科尔喀斯將會途經的地方。 

#### 撞擊之岩石
撞擊之岩石，又稱敘姆普勒加得斯，位於博斯普魯斯海峽，是兩堵隨時撞擊在一起的高山巨岩。依照菲紐斯的預言，阿爾戈英雄放出一隻白鴿，白鴿順利從撞擊之岩石問穿過，趁著岩石相撞後反彈的時機，阿爾戈英雄奮力划槳，如鴿子般高速駛去，正當他們駛到岩石之間，差點被壓碎之際，雅典娜女神左手頂著岩石，右手推阿爾戈號一把，使他們得以順利通過。 

#### 抵達科爾喀斯
當阿爾戈英雄，通過撞擊之岩石後進入了黑海，他們被女神赫拉的意志帶引到狄亞島。在島上他們遇到四個遭到海難，赤裸和無助的人。原來他們是佛里克索斯與契俄柏所生之兒子──阿耳戈斯、佛戎提斯、墨拉斯和西林卓斯。伊阿宋款待及幫助他們，而他們則引領阿爾戈英雄到達科爾喀斯，並叫英雄們把船隱藏起來。在途中，他們看到許多屍體被裹在牛皮裡，用鐵鏈鎖捆著，並懸掛在樹上，原來這是當地特別的安葬傳統。
進城時，女神赫拉施法在城內降下濃霧，使伊阿宋及他的同伴能順利進入宮殿。  

#### 美狄亞幫助取得金羊毛

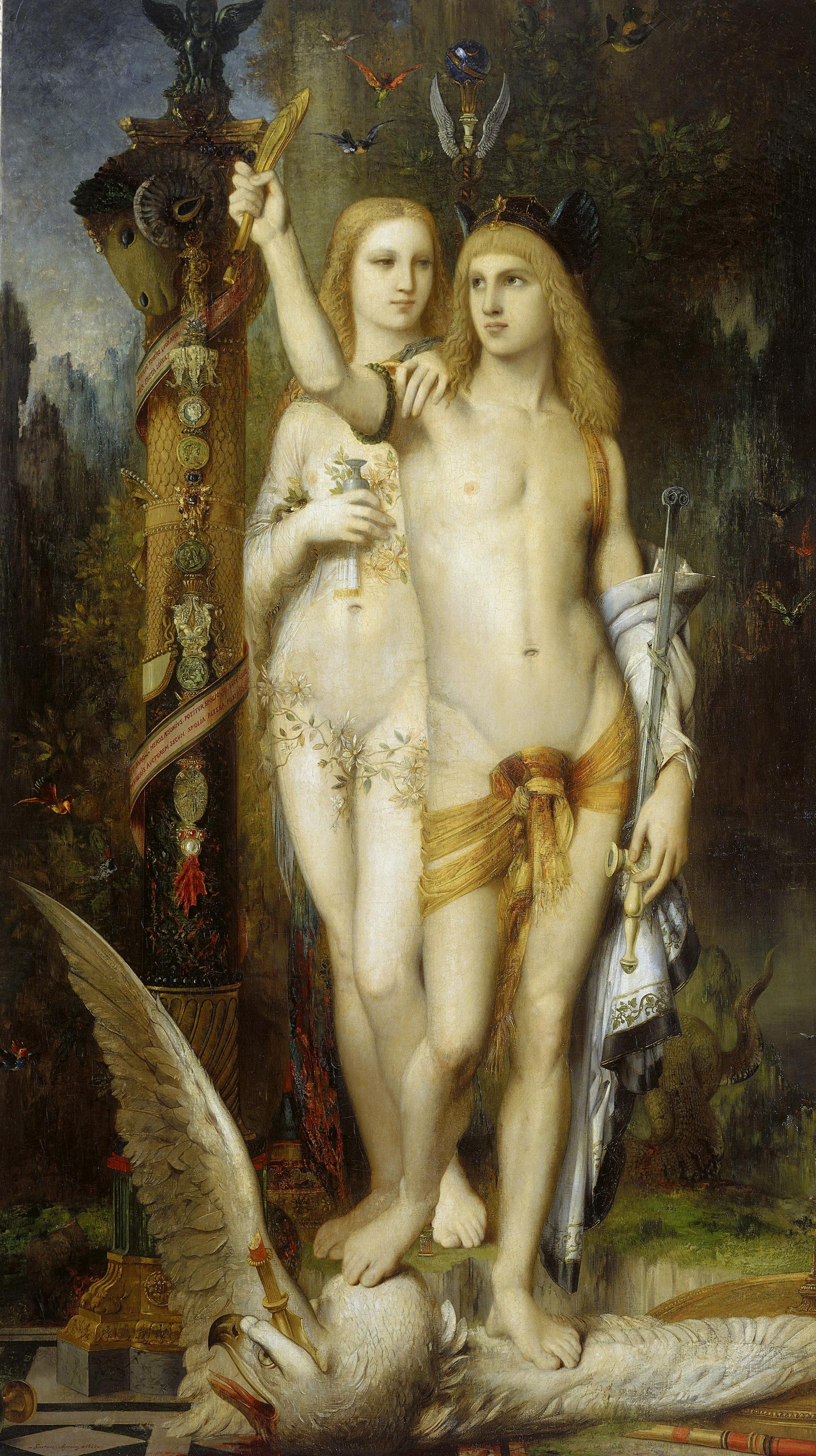
伊阿宋與美狄亞，由居斯塔夫·莫羅所畫

在宮殿中伊阿宋巧遇那裡的公主美狄亞。女神赫拉說服了愛神阿芙蘿黛蒂，阿芙蘿黛蒂讓自己的兒子厄洛斯飛到伊阿宋身後，用金箭射向美狄亞，使她深深愛上了伊阿宋。國王埃厄忒斯一聽到伊阿宋是來取金羊毛，便想辦法除去他。他說若伊阿宋要取金羊毛，就必須通過考驗，包括用兩頭噴火的公牛耕田，然後播種龍牙，最後還要打敗龍牙長出來的巨人戰士。因為愛情之魔力，美狄亞背叛她父王，她給了伊阿宋一瓶魔油，並教導他如何打敗巨人。伊阿宋則答應事成後帶她回希臘，娶她為妻。
第二天，伊阿宋在盾、矛和身上塗上了魔油，其效力使他一天內刀槍不入，不怕火燒。他輕易地制服兩隻噴火公牛，把鐵犁耙套在牠們上，驅趕牠們犁田。之後，伊阿宋把國王給他的龍牙，播種在田裡，並長出一群巨人戰士。伊阿宋依照美狄亞的指示把石頭丟進戰士中間，使他們自相殘殺，伊阿宋於是輕易地把他們全部打倒。
雖然伊阿宋通過考驗，但國王沒打算把金羊毛給他，反而想著如何才能消滅伊阿宋及阿爾戈英雄。美狄亞洞悉父王的想法，連夜動身，引領伊阿宋到掛著金羊毛的樹林，她以魔幻的歌聲及魔液使守衛的巨龍睡覺，伊阿宋連忙取下金羊毛，帶著美狄亞返回阿爾戈號，然後快速起航離開科爾喀斯。 

### 回航的歷程

#### 美狄亞用計殺害兄弟

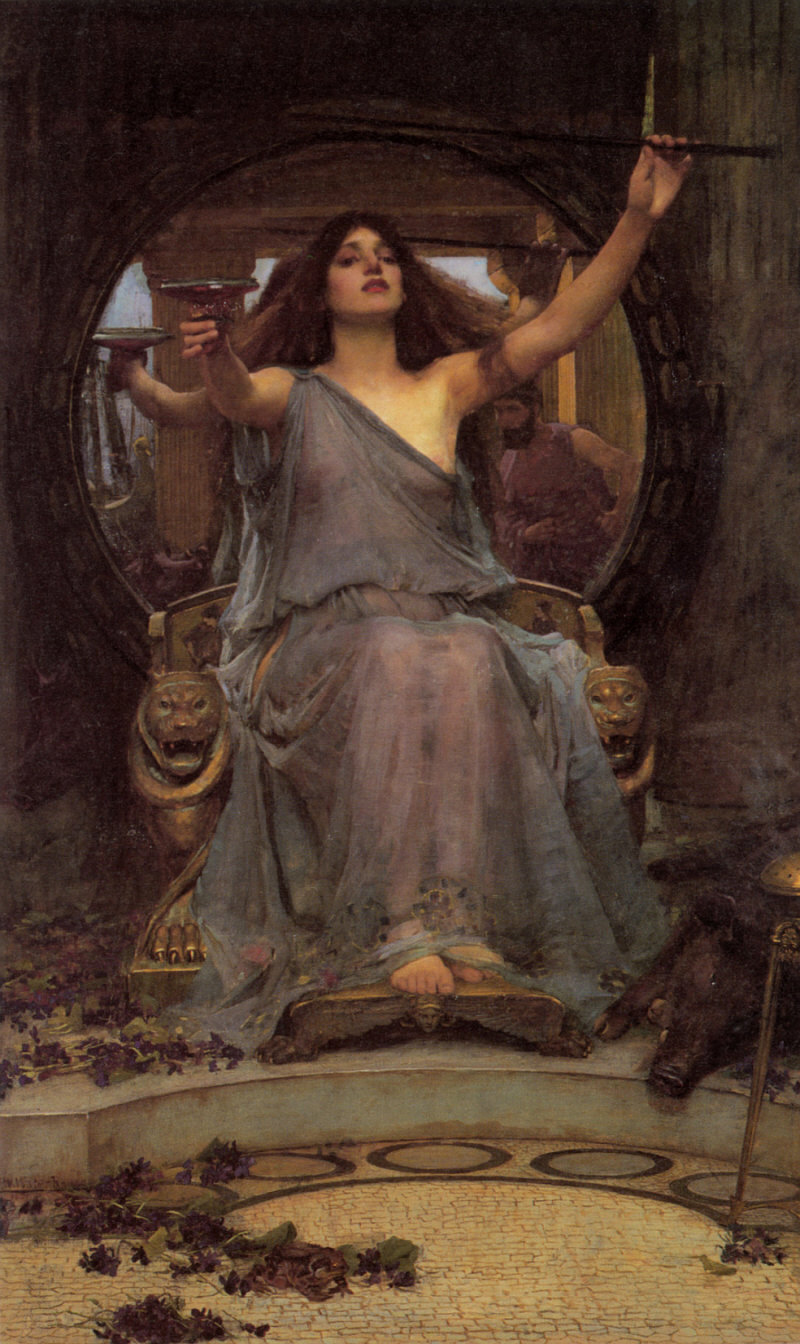
女神喀耳刻

當國王埃厄忒斯知道美狄亞出賣他及逃走後，國王預備了船，派他兒子阿布敘爾托斯帶同大批科爾喀斯戰士去追捕美狄亞。
為避開科爾喀斯人的追捕，阿耳戈英雄根據菲紐斯的預言，取道另一航線，把船駛入伊斯忒河。他們一直被追趕至亞得里亞海的一座島嶼，美狄亞騙她的兄弟阿布敘爾托斯，使他墮入英雄們設下的埋伏而被殺害。該島嶼也因此命名為阿布敘爾提得斯 （Absyrtides，即現今的蘇薩克）  。有另一神話甚至說美狄亞把兄弟的屍體肢解，然後丟進海裏。埃厄忒斯為找回兒子的肢體，而暫時放棄追捕。

#### 清洗罪孽
美狄亞殺害親兄弟的惡行激怒了宙斯，當阿爾戈號通過厄里達諾斯河，宙斯吹起風暴，使他們無法前進。阿爾戈號上會預言的神木指示他們必須找魔術女神喀耳刻以清洗謀殺兄弟的罪行，否則逃避不了宙斯的憤怒。於是他們一直航行，經過羅納河，進入地中海。他們途經斯托卡得斯海島），再經過埃塔利亞島即現今厄爾巴島），經多天的航行終於來到喀耳刻所居處的埃埃亞島 。 魔術女神喀耳刻原來是埃厄忒斯的妹妹，她知道美狄亞與伊阿宋的來意後，便端出牲畜和祭品，把它們祭獻給宙斯以作贖罪。
離開埃埃亞島後，阿爾戈英雄再次得到女神赫拉幫助及護佑，得以繼續上路 。

#### 塞壬之迷惑歌聲

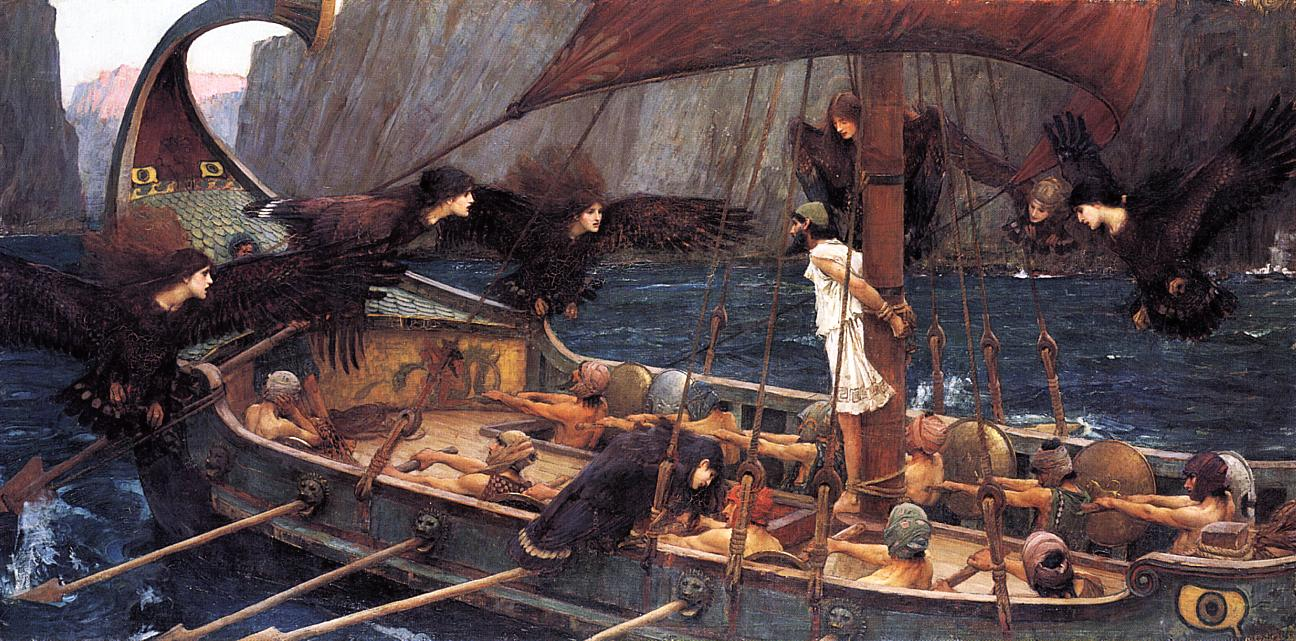

之後，他們看見了一個美麗的海島，島上原來住著塞壬，其外貌一半像鳥兒，一半像女人。她們常以甜美的歌聲迷惑經過的船隻，然后摧毀他們。
阿爾戈英雄經過時，她們唱出像百合的歌聲。英雄們都被吸引，準備靠岸時，唯獨俄耳甫斯保持清醒，他以手中的里拉琴，彈奏起有如波紋起伏的曲調，以壓制塞壬的歌聲。 即使如此，其中一位英雄波忒斯，抵受不了誘惑，跳入海中，幸好被女神阿佛洛狄忒所救，在利利巴厄姆定居下來，其他阿爾戈英雄則以為他已葬身大海，於是繼續航行。 

#### 伊阿宋與美狄亞結婚
阿爾戈號之後來到淮阿喀亞人的海島，受到那裡的國王是阿爾喀諾俄斯的款待。不過，從另一路追捕美狄亞的科爾喀斯戰士跟蹤到來，雙方準備展開惡鬥時，阿爾喀諾俄斯國王介入調停，並說會為雙方作出仲裁。在休戰期間國王向王后表示如果美狄亞還是未婚的姑娘，那麼就應該把她交還其父親處置；但如果她已經成為伊阿宋的妻子，那麼就不應該把他們拆散。王后把國王的想法傳遞給伊阿宋，於是當晚伊阿宋與美狄亞在山洞成婚。因此，第二天阿爾喀諾俄斯於是宣判美狄亞不能交給科爾喀斯一方，並且會給阿爾戈英雄提供保護。 

#### 打敗青銅巨人
阿爾戈號然後來了到克里特島，島嶼由塔罗斯守衛，他全身都是青銅，根本刀槍不入，不過有一條血管從他的脖子連接到的腳根，用一根銅釘封著。塔羅斯每天環繞小島巡邏三次，當阿爾戈號接近時，他向船猛力投擲巨石。美狄亞用藥物使他發瘋，另一說法，她答應巨人可使他長生不死。美狄亞然後拔出了釘子，所有血液從傷口湧出，巨人倒下喪生。

### 返回家鄉愛俄尔卡斯

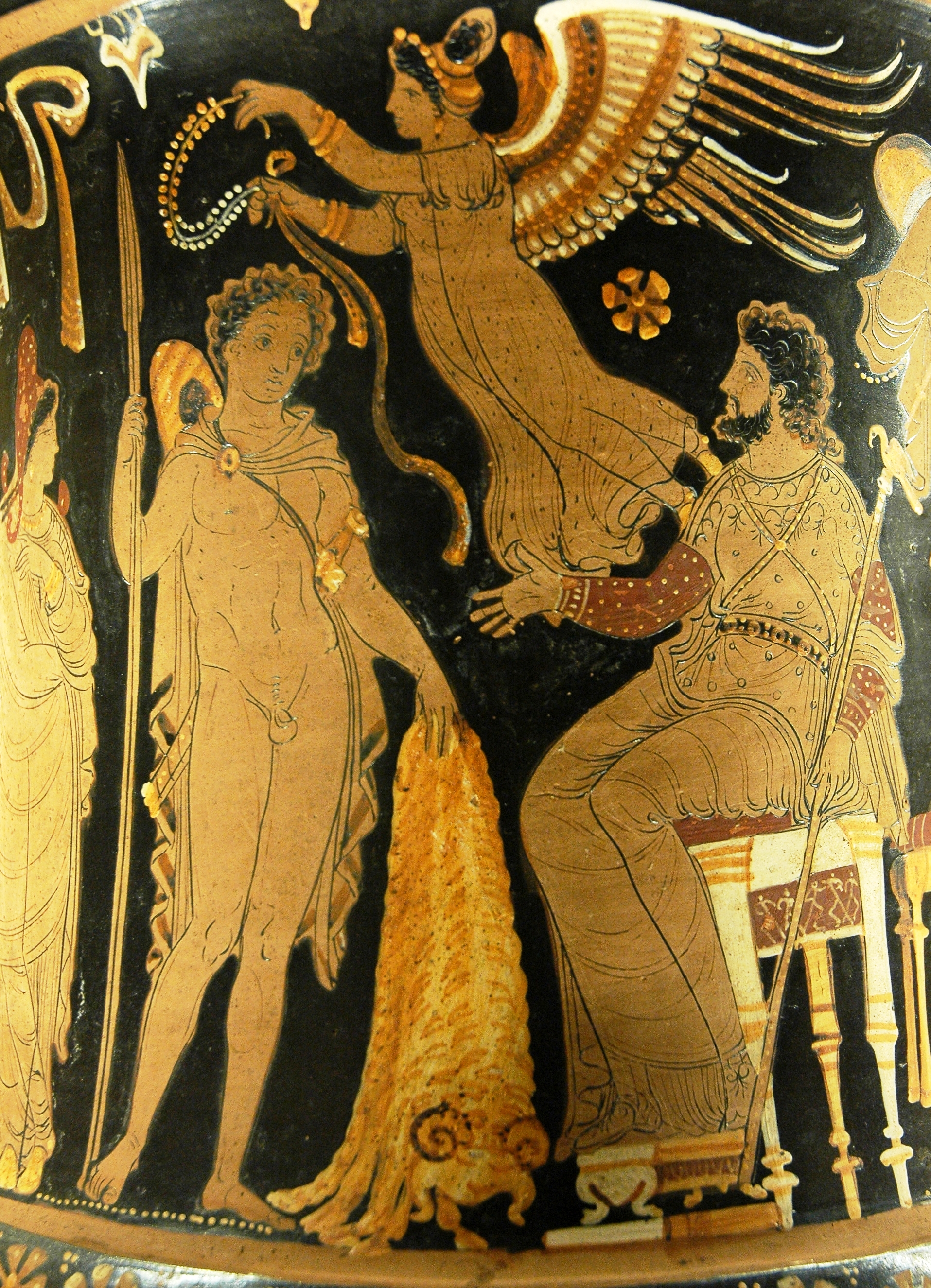
伊阿宋把金羊毛交給珀利阿斯

#### 珀利阿斯之死
經歷多番的險阻，阿爾戈英雄終於回到愛俄尔卡斯，伊阿宋把金羊毛交給國王珀利阿斯，他真的不能相信伊阿宋居然能夠回來。不幸，伊阿宋的父親埃宋在之前已遭珀利阿斯迫害，喝下有毒的牛血自盡。伊阿宋的母親也上吊了結生命，而遺下的男婴最終也被珀利阿斯殺害。
伊阿宋在美狄亞的幫忙下，要珀利阿斯血債血償。美狄亞去到宮殿，在珀利阿斯的女兒們面前，把一隻老公羊切成小塊，放在鍋中煮沸，隨後加入魔藥把它變成幼羔羊。美狄亞向她們承諾也能依樣葫蘆把她們的父親回復青春。她們信以為真，便把珀利阿斯剁成肉碎和煮沸，之後美狄亞當然沒有加入魔藥，而珀利阿斯也沒有復生。

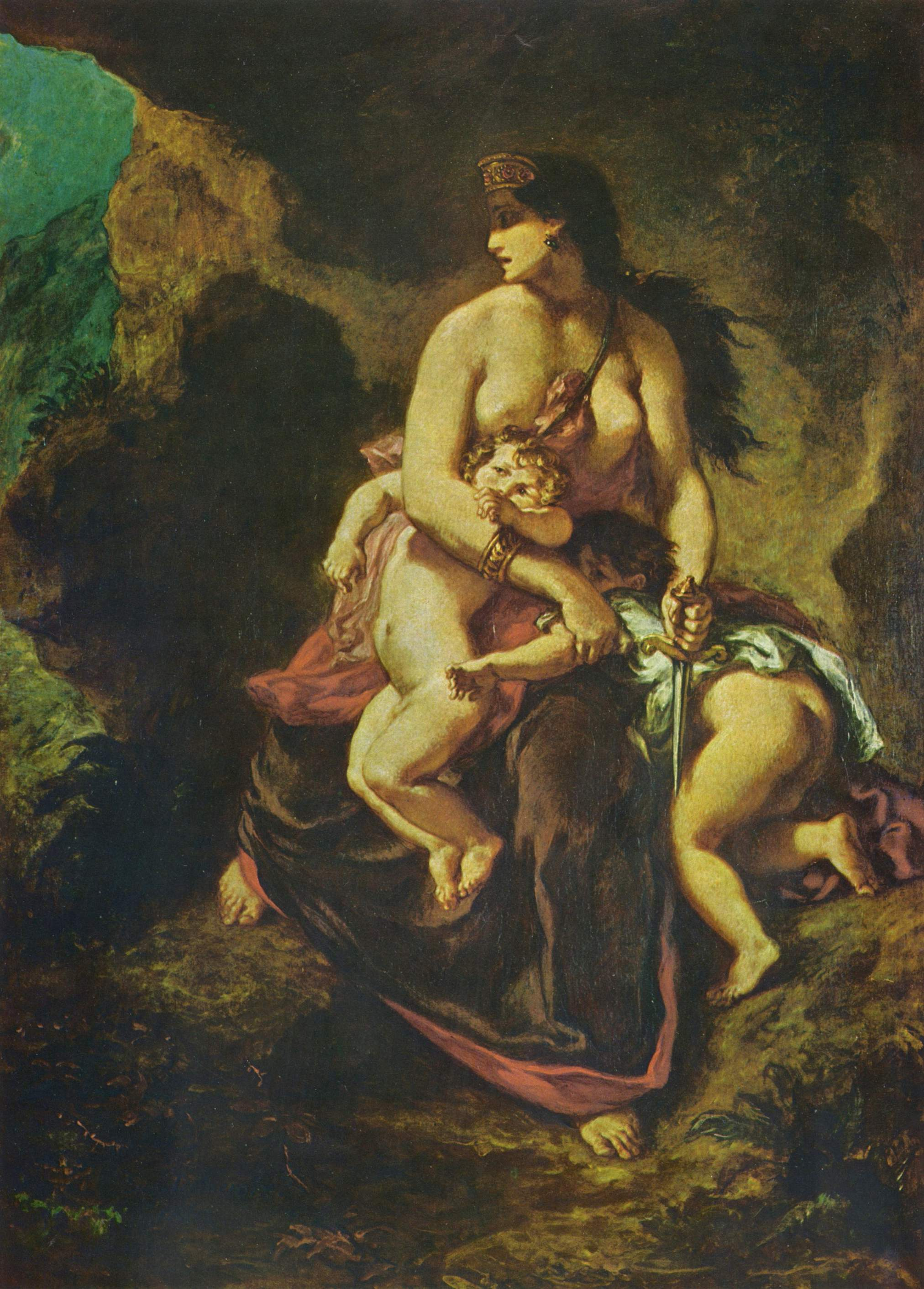
美狄亞殺害兒子，由歐仁·德拉克羅瓦所畫

#### 伊阿宋之結局
雖然伊阿宋剷除了珀利阿斯，但他却未取回王位，因為珀利阿斯的兒子阿卡斯托斯把伊阿宋和美狄亞逐出愛俄尔卡斯，他們只有逃到科林斯，在那裡住了十年。之後，那裡的國王克瑞翁把女兒格勞刻許配給伊阿宋，伊阿宋忘恩負義，接受婚約並與美狄亞離婚。
美狄亞進行報復，送給新娘一件染了毒藥的長袍作為結婚禮物。格勞刻穿上後被劇烈的火焰燒死，她的父親為救女兒也一起喪生。美狄亞更殺害了自己兩個兒子，然後乘著由飛龍拉著的戰車逃到雅典。
伊阿宋由於背棄承諾，失去了女神赫拉的護佑。有一次，他在阿爾戈號的船尾睡著，早已腐朽的大船倒下把他壓死。

## 考古及歷史文化之分析

### 神話的起源
阿爾戈英雄的神話所描述的時代是在特洛伊戰爭之前，約公元前1300年。但是要到了六個世紀後的荷馬時期（公元前800年）才首次出現記錄此神話的文獻。
傳說最初源自早期史詩的發源地—希臘的色薩利（Thessaly），經希臘詩人多次的重述、重新解釋後，故事版本不斷改變。到了公元前700年，詩人歐墨洛斯（Eumelus）所敘述的金羊毛傳說是發生在埃亞王國（Aia）──當時希臘人所認為世界東面的邊緣。其後最著名的，是由阿波羅·尼奧斯所著的版本，其成書年份為公元前三世紀，即亞歷山大帝征服亞洲之後。
1870年代，考古學家在邁錫尼、克諾索斯及特洛伊進行了一系列的挖掘，所發現的銅器時代工藝品與希臘神話和史詩的描述相符，所以阿爾戈英雄的故事可能與古代某些實際發生的事件有關。

### 開拓黑海沿岸
阿爾戈號航程的神話，可視為古希臘人長途遠航的描述。歷史上，希臘人有能力遠航後，便開始了一段持續約三千年，開拓黑海沿岸的殖民時期。

### 金羊毛
神話中的寶物──羊毛，也可能與當時的歷史文化有關。首先，許多民間傳說的魔術都會涉及羊毛；而對於古代的伊特魯里亞人來說，金色的羊毛象徵了未來氏族的繁榮。近期也發現了在銅器時代，安納托利亞地區的赫梯帝國會以羊毛作為皇族權力的象徵垂懸在慶典之中。
另一些證據顯示，羊毛與格魯吉亞的淘金活動有關。淘金的人們會把羊毛以木框架展開，以收集從上游沖下的金微粒，然後把它懸掛在樹上風乾，才把金粒取下。

### 部分取材來自鐵器時代
不過淘金活動，在公元前五世紀後才出現，這顯示部分神話其實取材自鐵器時代的文化，而不是伊阿宋更早的銅器時代。考古學家更發現科爾基斯的首都在銅器時代其實未有人居住。此外，伊阿宋制服公牛後，所用的是鐵耕具，這都是神話取材自鐵器時代的一些佐證。

### 格魯吉亞的安葬傳統
阿爾戈英雄到達科爾基斯，在進城途中看到樹上垂掛了包裹著的屍體。據說到了17世纪，仍有旅行家在格魯吉亞王國（即前科爾基斯）看到這特別的安葬傳統。

## 阿爾戈號複製船

### 建造複製船計劃
複製阿爾戈號的實驗計劃在2002年開始，由瑙多摩斯（Naudomos）研究所負責，研究人員包括造船工程師及歷史學家。他們從世界各地的博物館和圖書館搜集古老花瓶上的圖像、壁畫及文獻，以作為設計阿爾戈號的藍本；經費方面則由佛洛斯市政當局負責。
複製船於2004年著手開始建造，造船人員從皮利翁山尋找木材，按照古法，船身沒有使用金屬支架，只用了木釘和楔子把船不同的部分連接起來；船身長28.5米，寬28.5米，帆柱高8米，有五十把船漿。複製船於2006年完成，並進行下水禮。

### 複製船之航程
複製船於2008年6月14日正式起航，由希臘沃洛斯出發，船上載有50名槳手，另有22名後備人員乘坐護航船隨行。復製船原訂根據神話中阿爾戈號的航行路線航行，但因為通過博斯普魯斯海峽的安全保障方面之問題，未能到達神話中阿爾戈英雄取得金羊毛的目的地──科爾基斯（今天的格魯吉亞）。是次航程長達3700公里，期間經過包括阿爾巴尼亞、克羅埃西亞及斯洛維尼亞等6個國家，並在37座城市逗留，整個航行時間長達兩個月，最終目的地為意大利威尼斯。

## 相關作品

### 文學作品
- 《阿爾戈》（Argonautica）──阿波羅·尼奧斯（Apollṓnios Rhódios）公元前三世紀，希臘史詩
- 《阿爾戈》（Argonautica）──瓦萊里烏斯·弗拉庫斯（Gaius Valerius Flaccus）公元一世紀，拉丁史詩
- 《伊阿宋之生和死》（The Life and Death of Jason）──（William Morris）1867年
- 《阿爾戈英雄之故事》（The Tale of the Argonauts）──阿瑟·韋（Arthur S. Way）1901年
- 《赫拉克勒斯，我的同船船員》（Hercules, My Shipmate）──羅伯特·格雷夫斯（Robert von Ranke Graves）1945年
- 《希臘神話》（The Greek Myths）──羅伯特·格雷夫斯（Robert von Ranke Graves）1955年
- 《伊阿宋與美狄亞》（Jason and Medeia）──約翰·加德納（John Gardner）1973年

### 電影及電視劇
- 《伊阿宋王子戰群妖》（Jason and the Argonauts ──1963）

由唐·察菲（Don Chaffey）執導，片中伊阿宋主辦一個類似奧林匹克的比賽，從勝者中選拔成員。
- 《伊阿宋與阿爾戈英雄》（Jason and the Argonauts ──2000）

由尼克·威尔灵（Nick Willing）執導，片中伊阿宋只能勉強接受沒有航海經驗的成員，包括一位小偷。此人說：「有誰比小偷更適合去奪取金羊毛？」
- 《阿爾戈英雄：一次危險遠航的有趣敘述》（──1986）

一輯蘇聯電影，片中以輕鬆愉快的手法和音樂來表達阿爾戈英雄故事。

### 動畫
- 《在地下城尋求邂逅是否搞錯了什麼》：故事中街知巷聞的神話傳說及作為男主角貝爾的被動技能。

## 圖片集

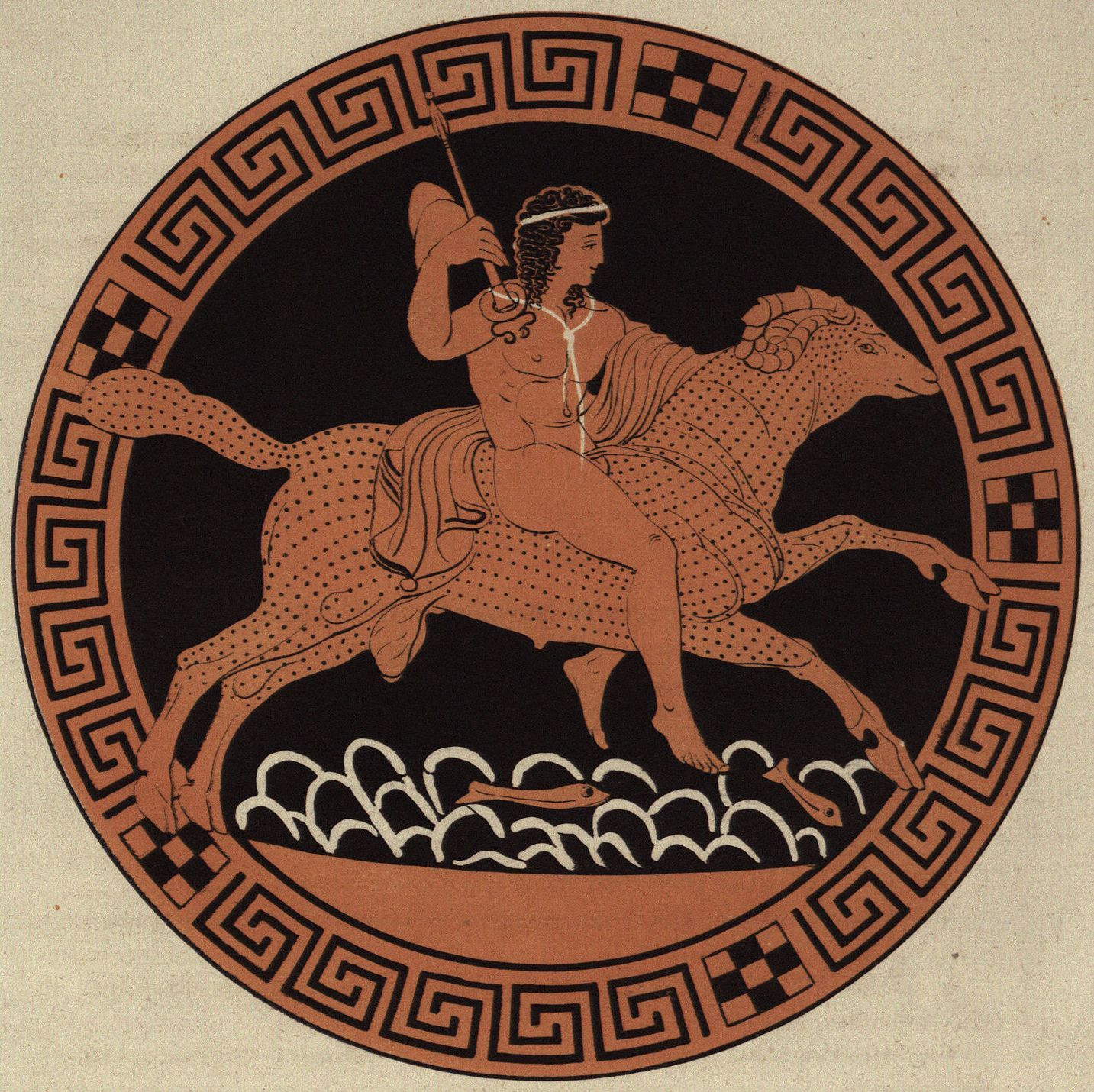
佛里克索斯與克律索马罗斯
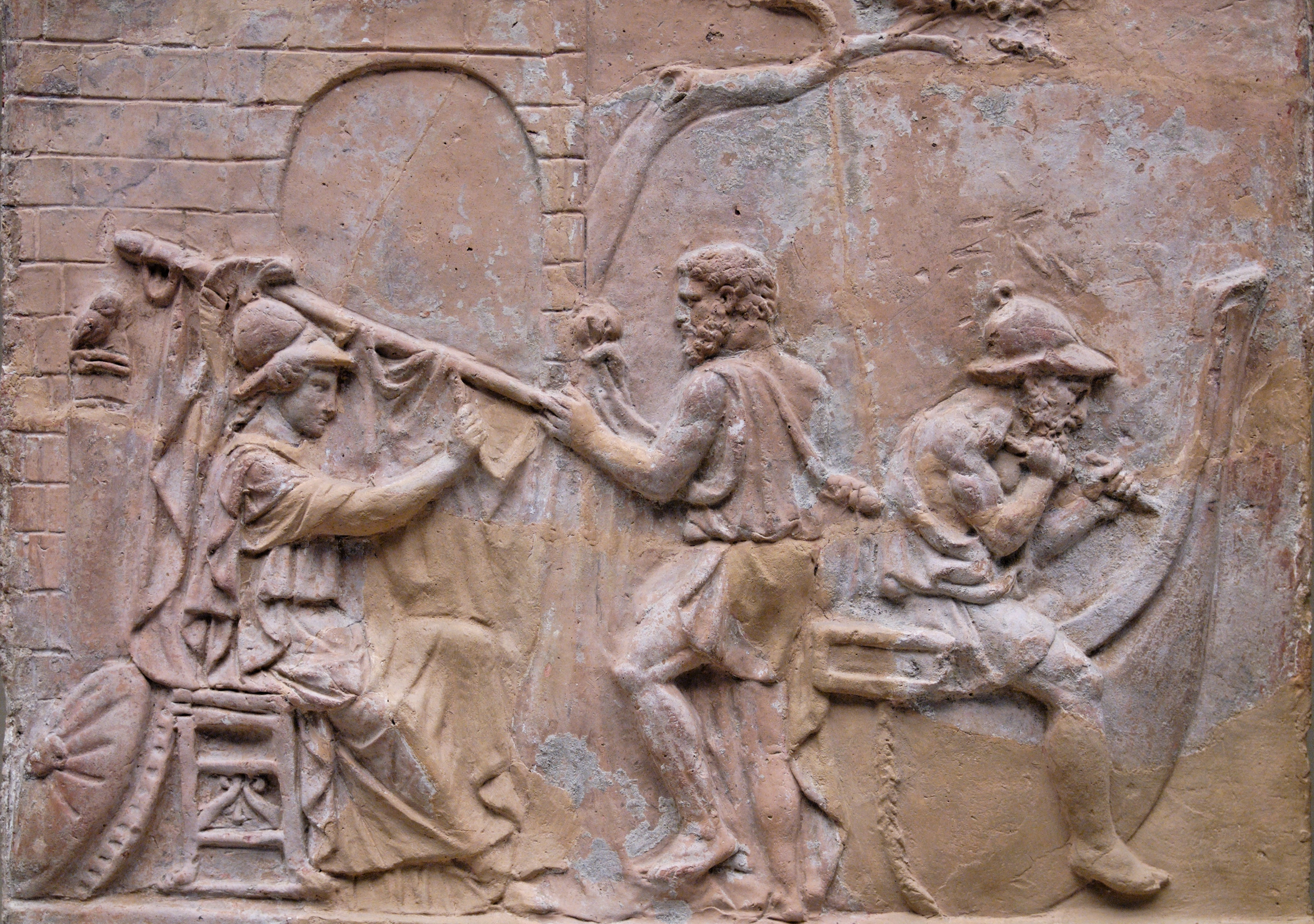
雅典娜協助建造阿爾戈號
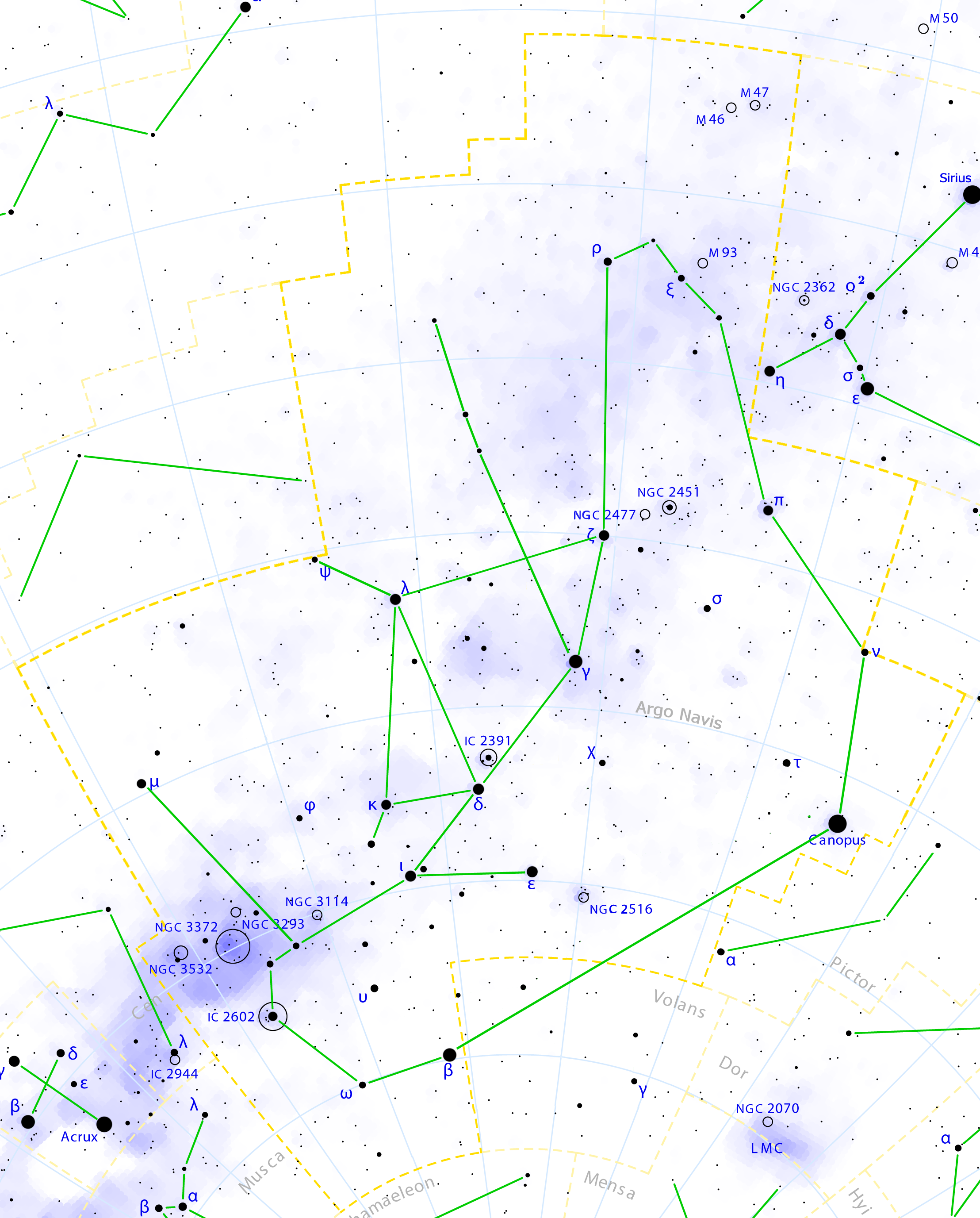
南船座
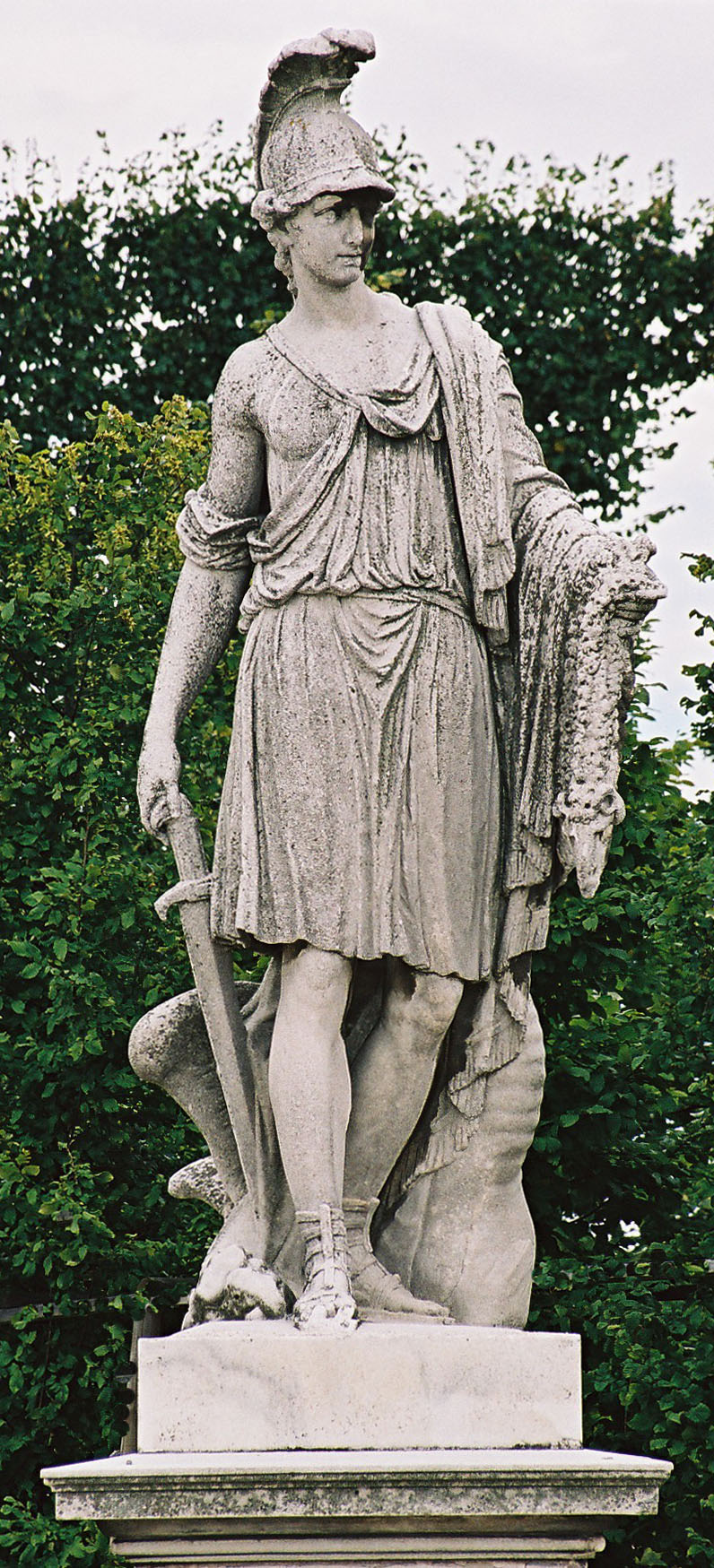
伊阿宋
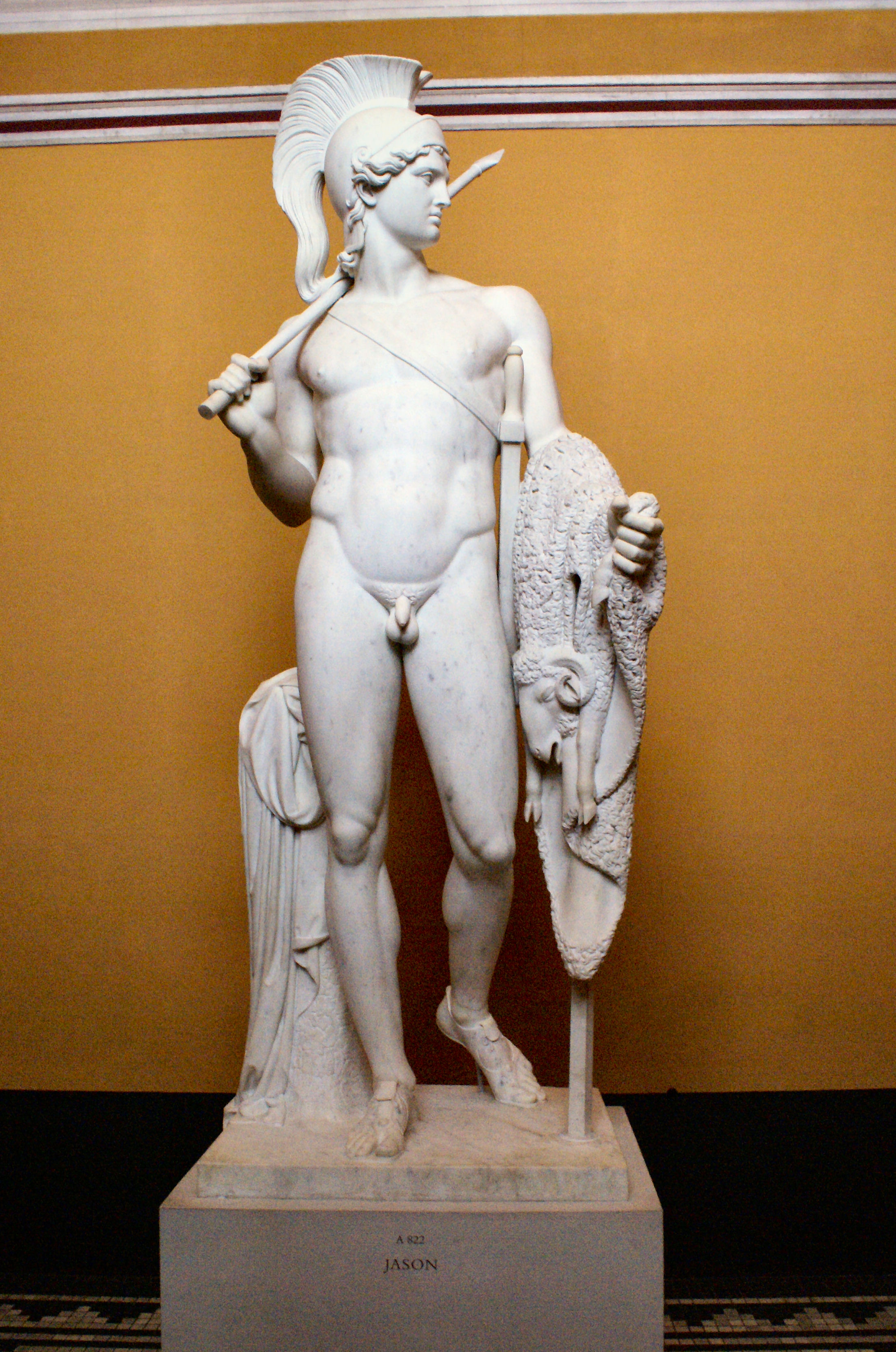
伊阿宋
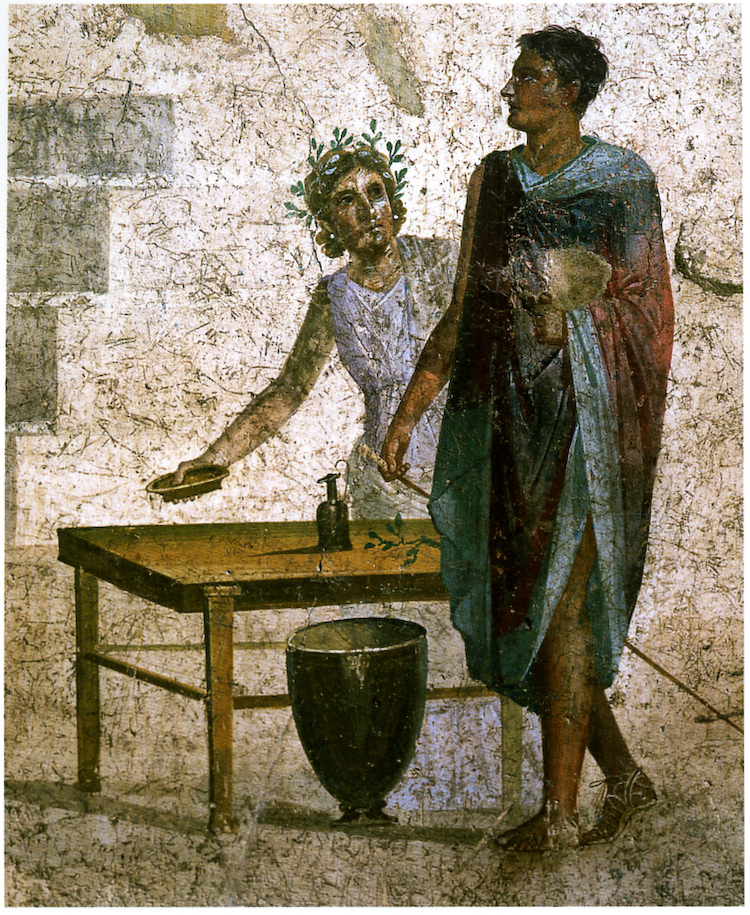
伊阿宋與阿爾戈英雄商討如何取得金羊毛
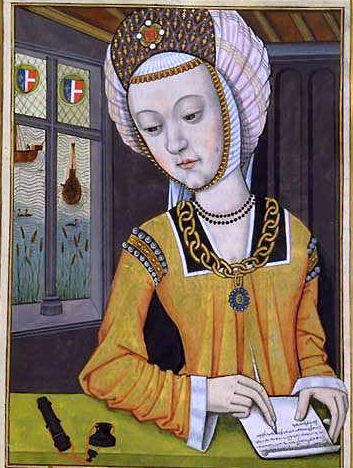
許珀茜伯勒
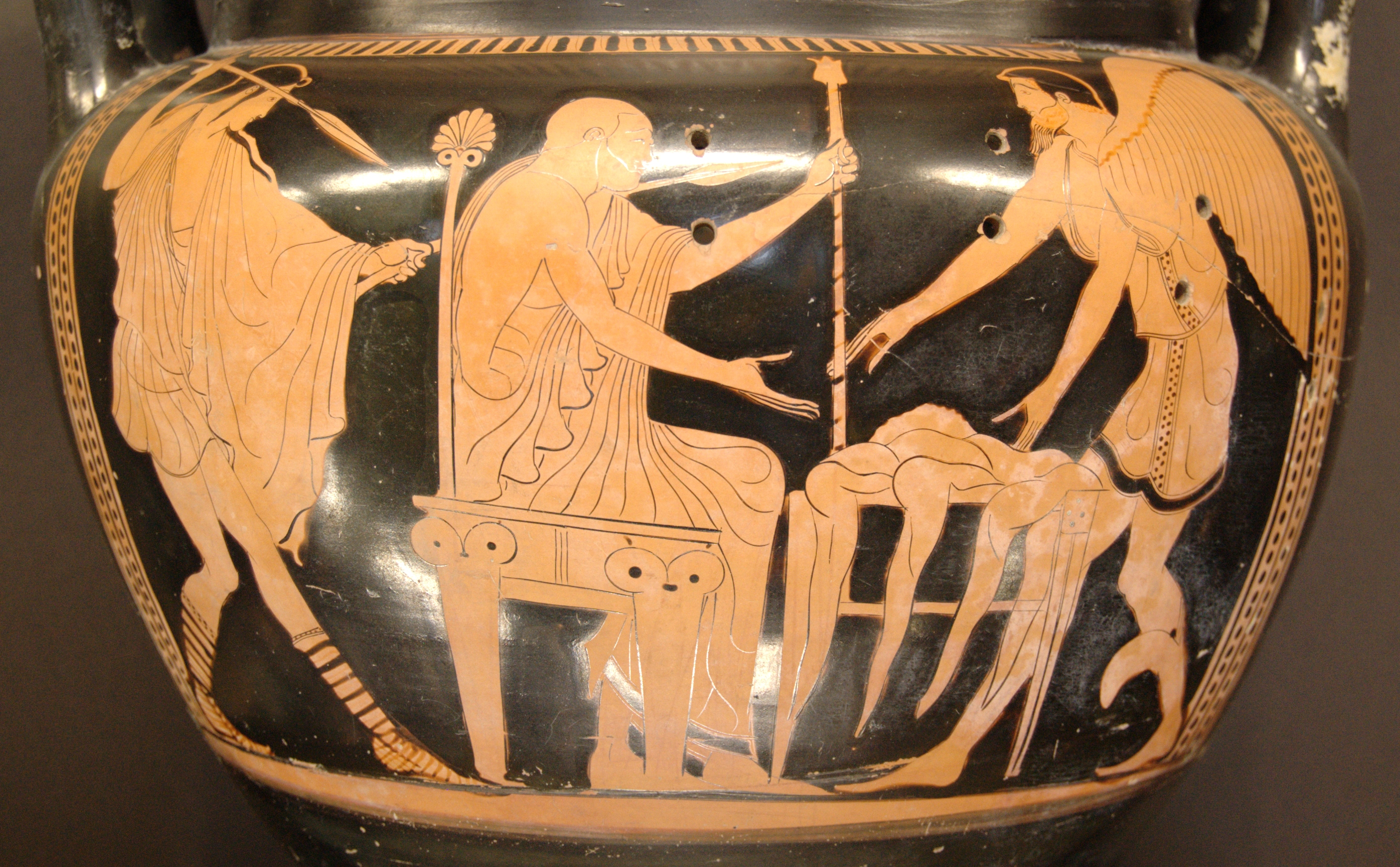
卡拉伊斯與策忒斯拯救了菲紐斯
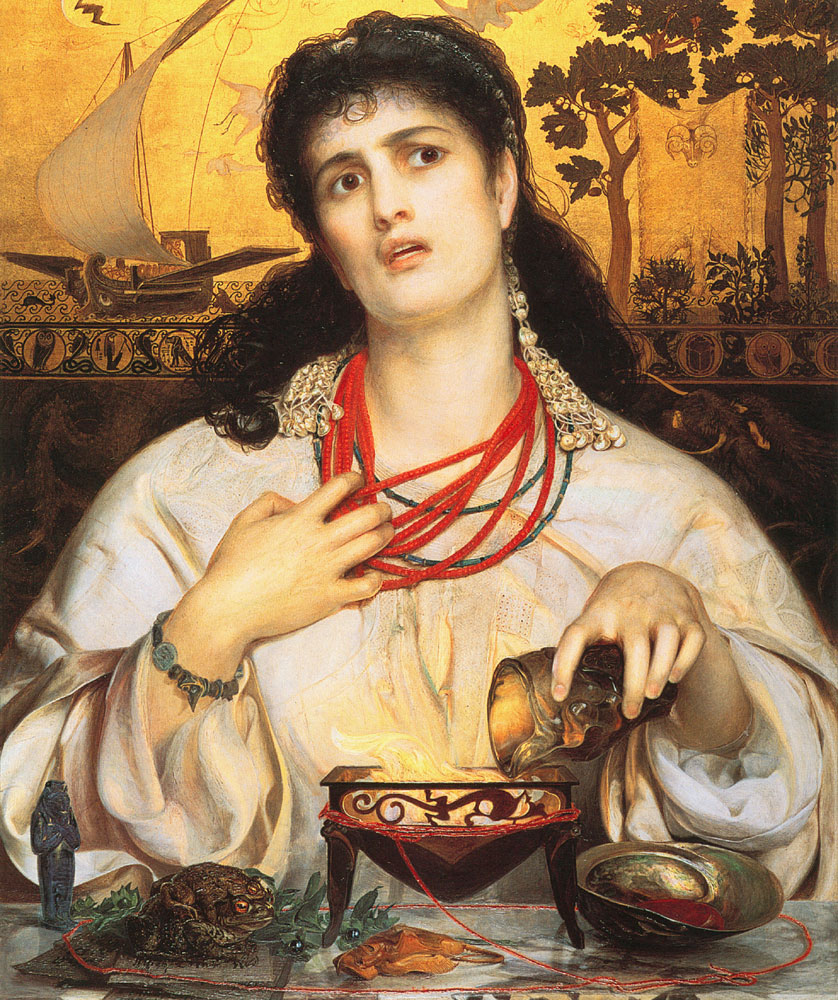
美狄亞
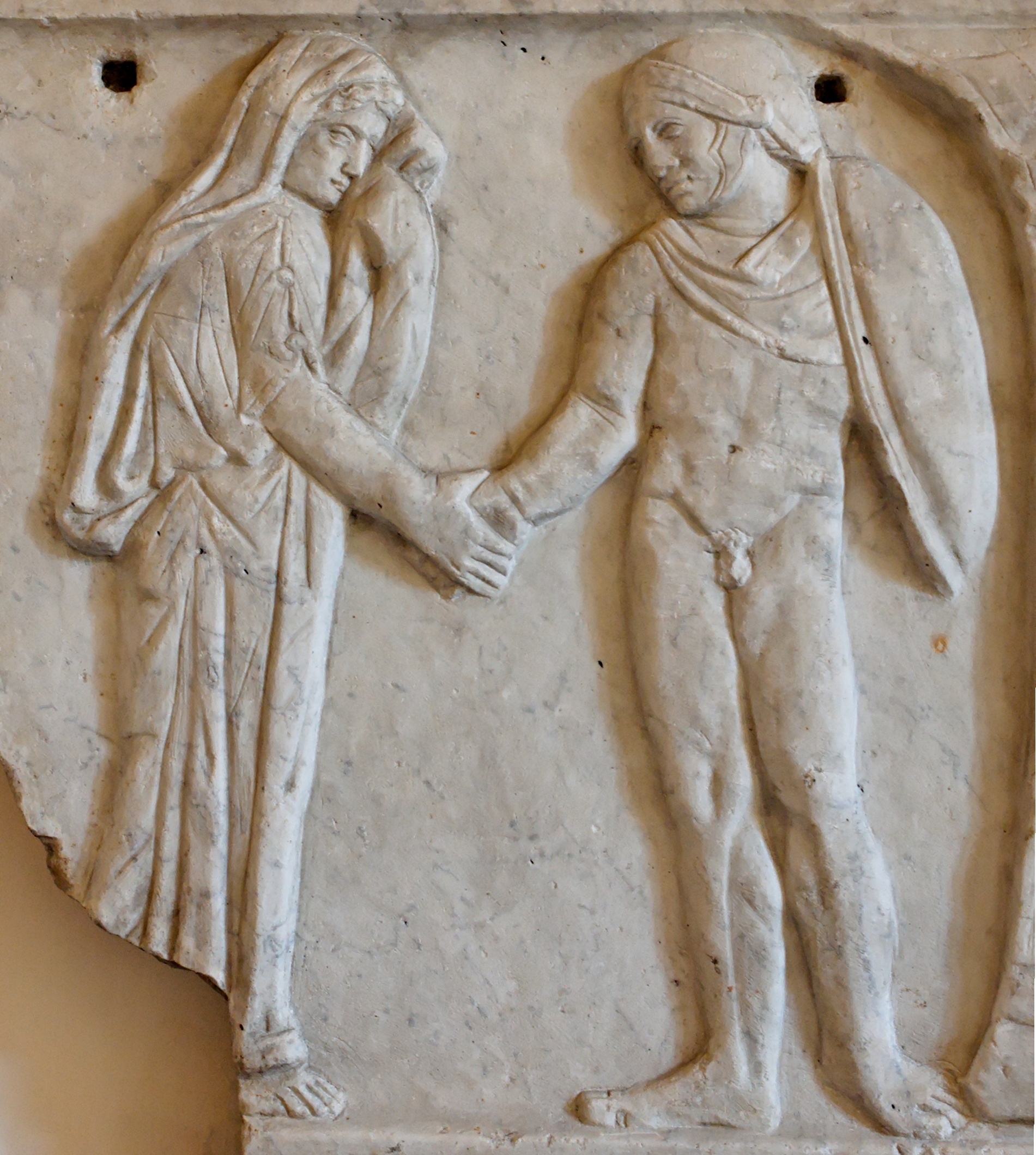
伊阿宋與美狄亞
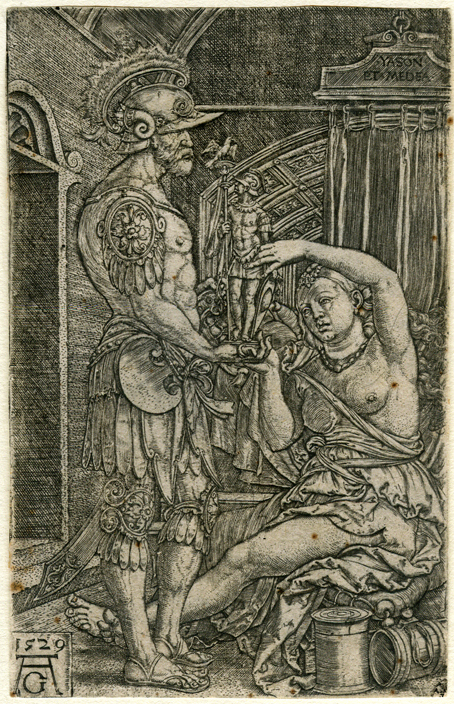
伊阿宋與美狄亞
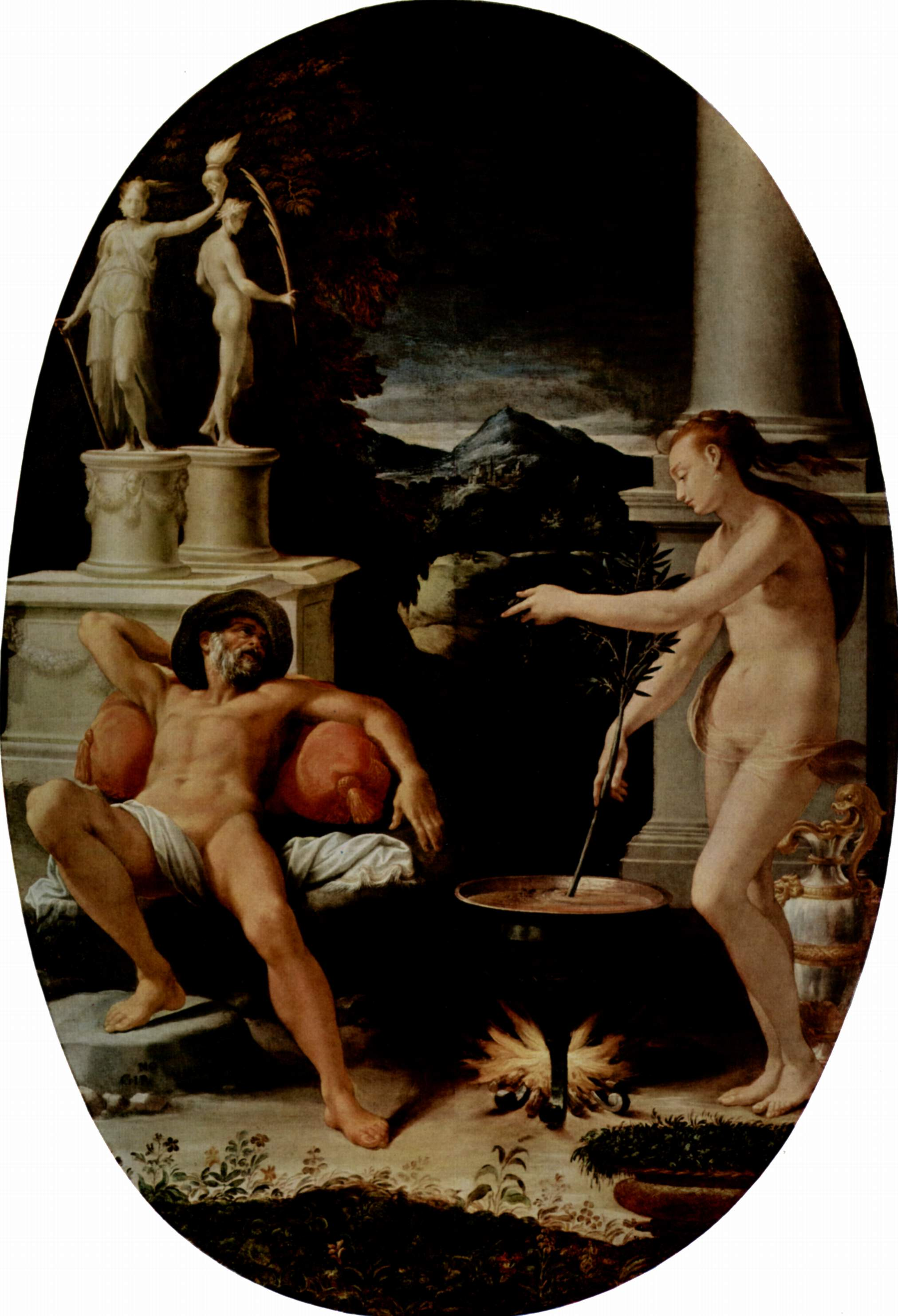
伊阿宋與美狄亞，由吉羅拉莫馬基蒂所畫
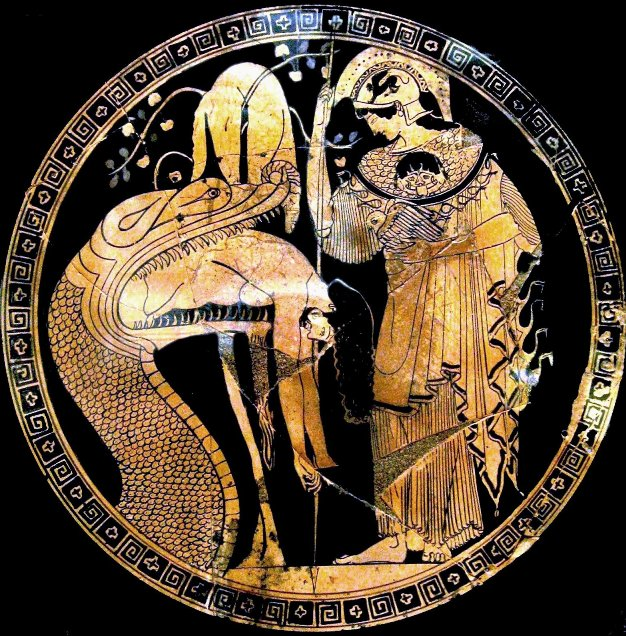
雅典娜幫助伊阿宋取金羊毛
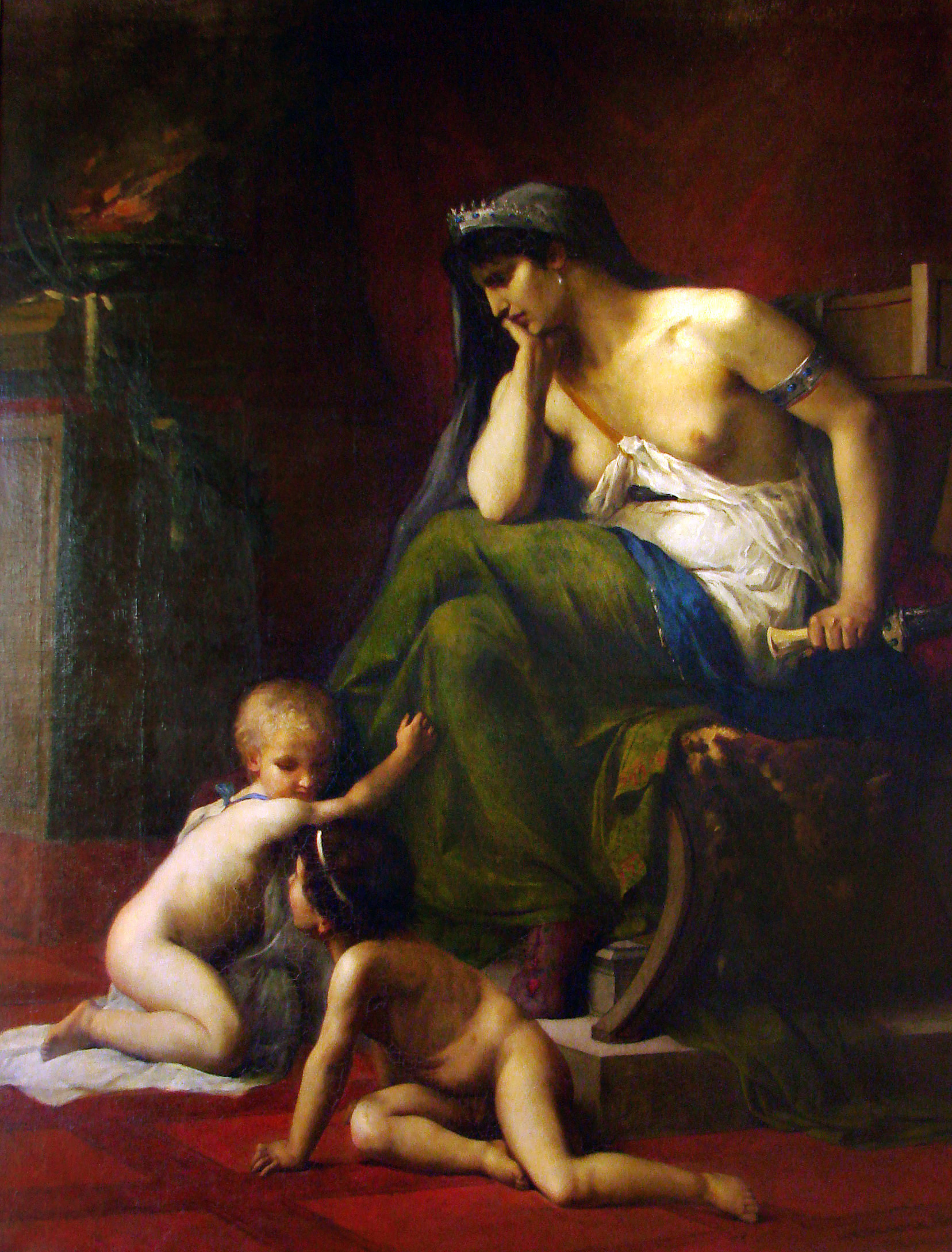
美狄亞殺害兩個兒子

### 文獻
- Alain Moreau, Le Mythe de Jason et Médée. Le Va-nu-pied et la Sorcière. Paris : Les Belles Lettres, collection « Vérité des mythes », 2006 (ISBN 10 2-251-32440-2).
- Apollonius Rhodius, Argonautica I-IV
- Apollodorus, Bibliotheke I, ix, 16.
- Bulfinch's Mythology, Medea and Aeson.
- Ken Inglis, This is the ABC: The Australian Broadcasting Commission 1932-1983, 2006
- Powell, B. The Voyage of the Argo. In Classical Myth. Upper Saddle River, NJ. Prentice Hall. 2001. pp. 477-489.
- Publius Ovidius Naso. Metamorphoses.
- Seaton, R.C. (editor and translator). Apollonius Rhodius: Argonautica. Cambridge, Massachusetts: Harvard University Press, 1912.
- 古斯塔夫‧施瓦布. . 曹乃云. 南京: 译林出版社. 1996: 128–177.

## 外部連結
- 現今實驗性的阿爾戈號遠航（英文）
- 永恆的神話 （页面存档备份，存于）（英文）
- 阿爾戈號旅程博物館（英文）
- 電腦遊戲──《阿爾戈英雄的崛起》（英文）